# Sandra Brown (friidrottare)
Sandra Brown, född 3 februari 1946, är en australisk friidrottare. Hon deltog vid olympiska sommarspelen 1968.